# 溫菲爾德鎮區 (明尼蘇達州倫維爾縣)
溫菲爾德鎮區（英語：Winfield Township）是位於美國明尼蘇達州倫維爾縣的一個行政鎮區。

## 歷史
溫菲爾德鎮區於1878年成立，得名自美國陸軍中將及1852年美國總統選舉輝格黨候選人温菲尔德·斯科特（Winfield Scott）。

## 地方資料
溫菲爾德鎮區的面積為94.58平方千米，當中陸地面積為94.44平方千米，而水域面積為0.14平方千米。根據2020年美國人口普查的數據，當地共有人口230人，而人口密度為每平方千米2.43人。